# Guerra d'indipendenza del Messico
La guerra d'indipendenza del Messico (1810-1821), che ebbe inizio il 16 settembre 1810, fu la lotta del Messico per l'indipendenza dal dominio coloniale spagnolo. Incominciò come un'idealistica rivoluzione contadina contro i propri signori coloniali, ma terminò con un'improbabile alleanza tra liberales e conservadores.

## Quadro storico
Il processo verso l'indipendenza del Messico fu uno dei più lunghi e sofferti dell'America Latina.
La Nuova Spagna rimase sotto la Corona spagnola per tre secoli. Tuttavia alla fine del XVIII secolo, mutamenti nella sua struttura sociale, economica e politica portarono l'élite colta del Messico a riflettere sulle relazioni con la Spagna. L'evento scatenante fu l'occupazione francese della Spagna nel 1808. Carlo IV e Ferdinando VII di Spagna abdicarono a favore di Giuseppe Bonaparte e la Spagna divenne un protettorato francese.

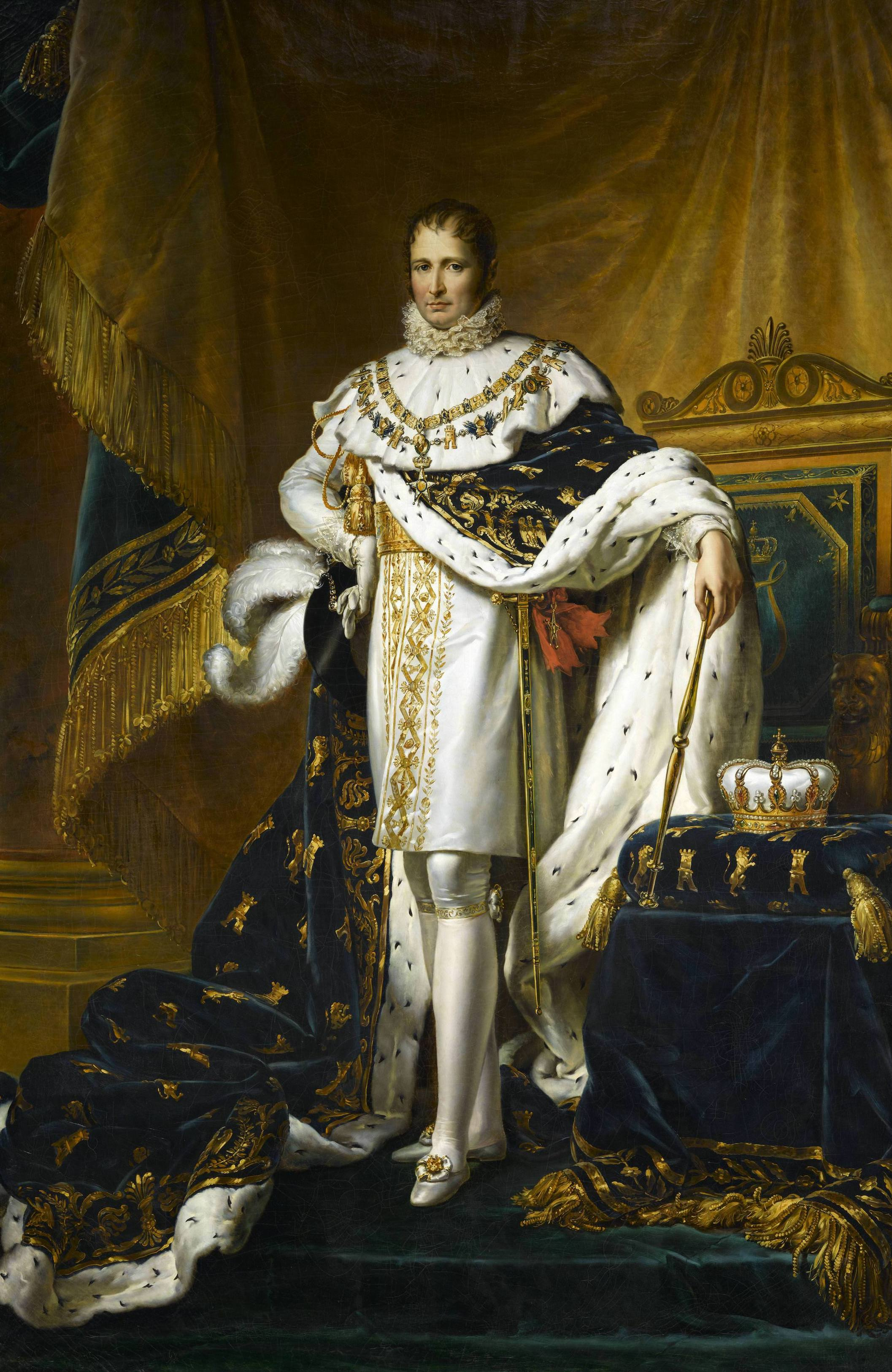
Giuseppe Bonaparte sul trono di Spagna.

Nelle colonie americane si formarono varie giunte con lo scopo di conservare la sovranità spagnola fino al ritorno sul trono di Ferdinando VII di Spagna. La Nuova Spagna (sotto il comando di Francisco Primo de Verdad y Ramos) non fece eccezione, salvo che in Messico si destituì il viceré spagnolo e si creò una "Comune del Messico". Ciò portò i creoli a radicalizzare le loro posizioni. La guerra d'Indipendenza ebbe inizio a Dolores Hidalgo, in seguito alla scoperta della Cospirazione di Querétaro. Il 16 settembre 1810 padre Miguel Hidalgo y Costilla si lanciò in guerra appoggiato da truppe indigene e contadine al grido di «Viva la Virgen de Guadalupe, muerte al mal gobierno abajo los gachupines (Viva la Vergine di Guadalupe, a morte il malgoverno degli spagnoli)», la rivoluzione si trasformò in guerra indipendentista.
Il conflitto durò undici anni e il movimento era tutt'altro che omogeneo. All'inizio si fingeva di rivendicare la sovranità di Ferdinando VII sulla Spagna e le sue colonie, ma con il passare del tempo si rivelò di aver sempre fatto presa sulla matrice repubblicana. Nel 1813 il Congresso di Chilpancingo (protetto dal generalissimo José María Morelos y Pavón) dichiarò costituzionalmente l'Indipendenza dell'America Messicana. La sconfitta di Morelos nel 1815 ridusse il movimento a guerriglia. Verso il 1820 erano rimasti solo alcuni nuclei ribelli, specie nella Sierra Madre del Sud e a Veracruz. Agustín de Iturbide strinse alleanze con quasi tutte le fazioni (incluso il governo spagnolo), e grazie a questo il 27 settembre 1821 si conquistò l'indipendenza.
La Spagna non la riconobbe fino al 28 aprile 1836 e cercò di riconquistare il Messico, invano. Il Messico divenne un'effimera monarchia costituzionale cattolica, chiamata Primo Impero messicano. Dissoltasi questa nel 1823, dopo vari scontri interni e separazioni di alcune province, si trasformò in repubblica federale.

## Precedenti

### Situazione economica e sociale del Vicereame della Nuova Spagna
Il pilastro dell'economia coloniale erano le miniere. Durante la seconda metà del XVIII secolo il reparto minerario visse probabilmente la sua miglior epoca. La produzione di oro e argento (i due metalli più importanti per le miniere spagnole) si triplicò nel periodo compreso tra il 1740 e il 1803.
Assieme a questa importante attività, esisteva un complesso sistema economico che si vide beneficiato per lo splendore dell'industria mineraria.
I principali centri minerari del paese erano:
- La valle di Puebla (legata a Città del Messico)
- Il Bajío (vincolato alle miniere di Zacatecas e Guanajuato).

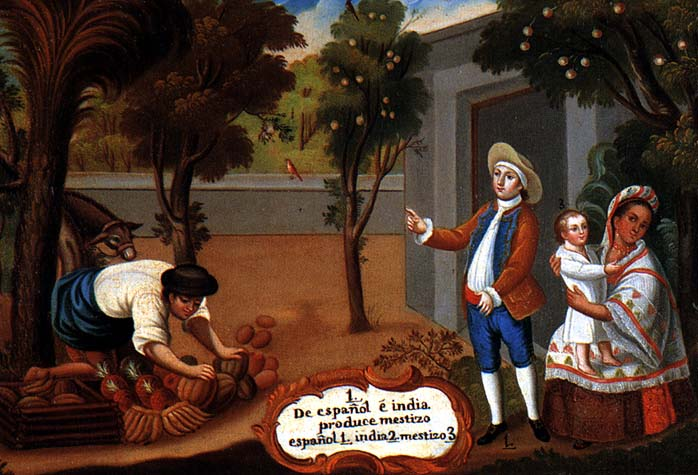
Una rappresentazione della vita coloniale.

Senza dubbio, con le riforme borboniche, si svilupparono nuovi rami economici nella Nuova Spagna.
Queste riforme erano il primo segnale di cambiamento in tre secoli di continuità nella società coloniale, ma i benefici non furono per tutti:
- Le classi inferiori non riscontrarono nessun cambiamento nella loro situazione di subordinazione.
- Le famiglie vincolate con il commercio estero si videro profondamente danneggiate, visto che in quel periodo tutti gli scambi e i commerci avvenivano attraverso il porto di Veracruz.

Con la liberalizzazione del commercio tra le colonie e l'abolizione del monopolio veracruzano, crebbe il potere e il numero delle camere di commercio degli altri porti della Nuova Spagna. Così le famiglie di commercianti investirono sempre di più nell'industria mineraria. I creoli, nella società del vicereame, occupavano una posizione inferiore rispetto agli spagnoli di nascita. Ma comunque i creoli non erano del tutto senza potere, per esempio a Guanajuato le miniere più importanti della regione si trovavano in mano a famiglie creole.

### Rivoluzioni borghesi: Francia e Stati Uniti
Senza dubbio i due movimenti che segnarono la storia della fine del XVIII secolo furono la rivoluzione francese e la guerra d'indipendenza americana. Tutte e due nascevano dalle idee illuministe. Al loro trionfo Francia e Stati Uniti proclamarono l'uguaglianza degli uomini davanti alla legge e diedero ampie libertà ai cittadini: una categoria nata dall'Illuminismo francese. Queste idee non erano del tutto sconosciute nelle colonie spagnole. Si sa, per esempio, che padre Miguel Hidalgo y Costilla era un simpatizzante illuminista e che molti uomini di quelli che parteciparono alla guerra d'indipendenza conoscevano più o meno approfonditamente le idee liberali.

### Invasione francese in Spagna

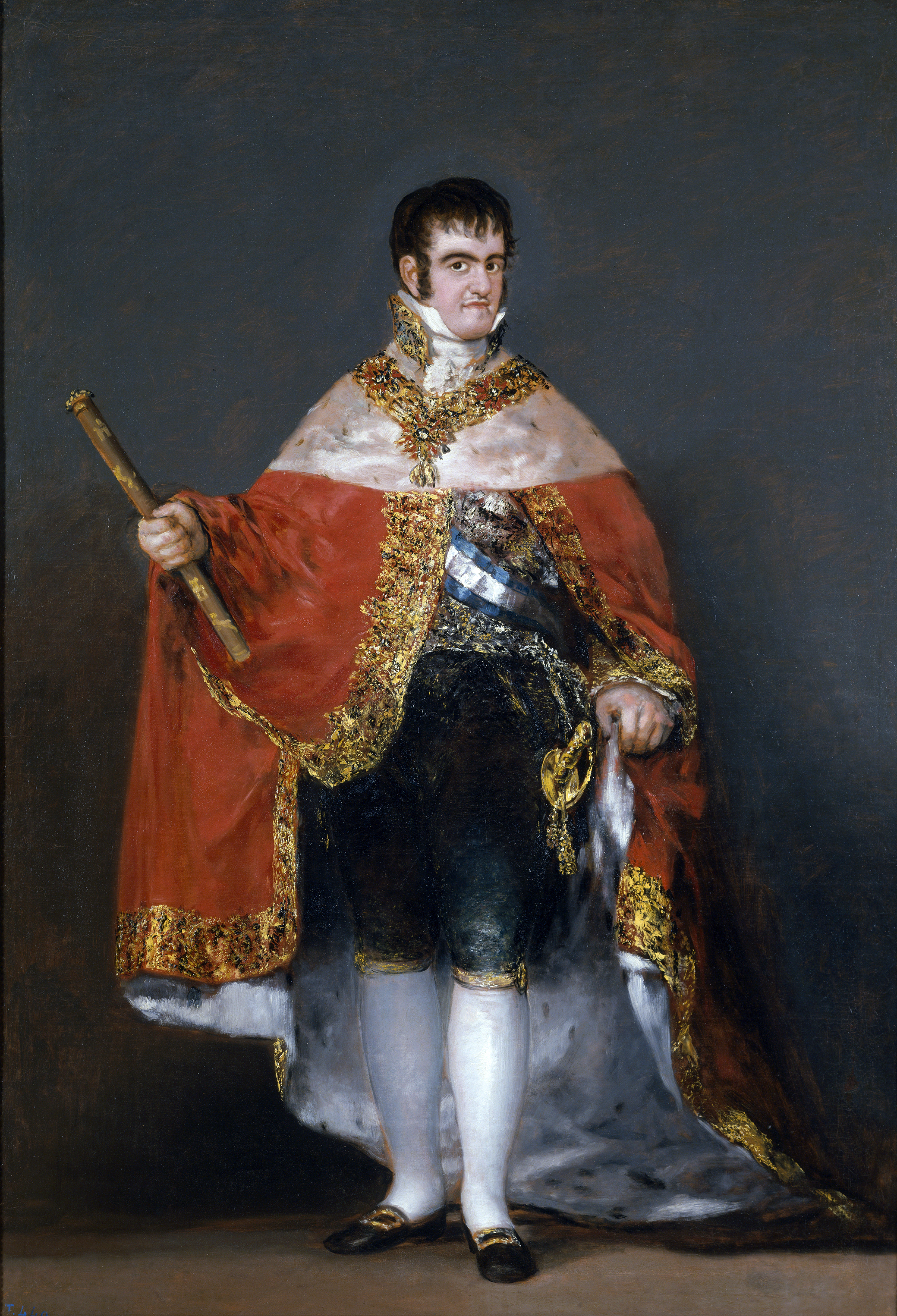
Ferdinando VII, re di Spagna. Quando i francesi obbligarono la famiglia reale spagnola a cedere i diritti sul trono della penisola iberica in favore dei Bonaparte, in varie città dell'America si formarono giunte provvisorie che governavano in nome del sovrano spagnolo. In Nuova Spagna la giunta del Messico fu soppressa dai Gachupines il 15 settembre del 1808

L'invasione francese fu un fatto determinante per l'inizio della guerra d'indipendenza del Messico. Il clero spagnolo era del tutto consapevole che se Napoleone Bonaparte avesse preso il potere in Spagna, il cattolicesimo avrebbe perso il proprio potere sul popolo; fu questa la primissima ragione che convinse il curato Miguel Hidalgo y Costilla e il padre José María Morelos y Pavón a iniziare la lotta armata.
L'invasione del Portogallo da parte delle truppe di Napoleone nel 1807 obbligò la fuga dei membri della casa di Braganza in Brasile. In Spagna, questo successo provocò la divisione della famiglia reale spagnola. Istigato da Manuel Godoy, il principe delle Asturie aveva pianificato un complotto per destituire suo padre. Alla fine riuscì a far abdicare Carlo IV in suo favore, il 19 marzo 1808. Napoleone condusse Ferdinando VII di Spagna con l'inganno a Bayonne e qui lo obbligò ad abdicare in favore del padre in modo che quest'ultimo consegnasse la corona in mano francese.

### I domini spagnoli delle Americhe
Anche se apparentemente non ci fu nessun cambio d'organizzazione e dei vincoli tra la Spagna e i suoi domini transoceanici in America, in verità in ognuna delle colonie c'era una discussione su chi fosse il legittimo sovrano delle terre americane. Il problema era che, nominalmente, la sovranità dei domini spagnoli apparteneva al re di Spagna e non c'era chiarezza sulla posizione da prendersi nei riguardi dell'occupazione di Madrid.
Per qualcuno, l'opzione migliore era riconoscere il governo francese di occupazione, mentre altri, che riconoscevano la sovranità in Ferdinando VII, non erano disposti ad accettare Bonaparte come sovrano. C'era anche un terzo gruppo, influenzato dalle idee illuministe e dalla recente guerra d'indipendenza americana, che pensava alla separazione delle colonie dalla Spagna. Bisogna però dire che questo gruppo era formato soprattutto dalle classi medie, da creoli e da qualche meticcio: pochi di quelli che erano arrivati a occupare un posto di potere dentro la struttura coloniale.
Per la maggior parte della popolazione americana, ciò che avvenne in Spagna non ebbe nessun significato nella vita quotidiana.
In varie città americane si formarono giunte provvisorie, il cui fine era quello di conservare la sovranità in sostituzione del legittimo re di Spagna, fino a che Ferdinando VII non fosse stato rimesso sul trono. Le giunte si formarono in città come: Montevideo (1808), Tuitiva de La Paz (1808), Quito (1809), Caracas (1810), Valledupar (1810) o Lima. Quasi tutte le giunte avevano la loro origine nelle strutture municipali, una delle istituzioni di governo più riuscite nel mondo ispanico. Quasi tutte le giunte furono governate da creoli illuminati, giacché gli spagnoli in maggioranza si opponevano alla formazione di governi sovrani.

#### Giunta del Messico

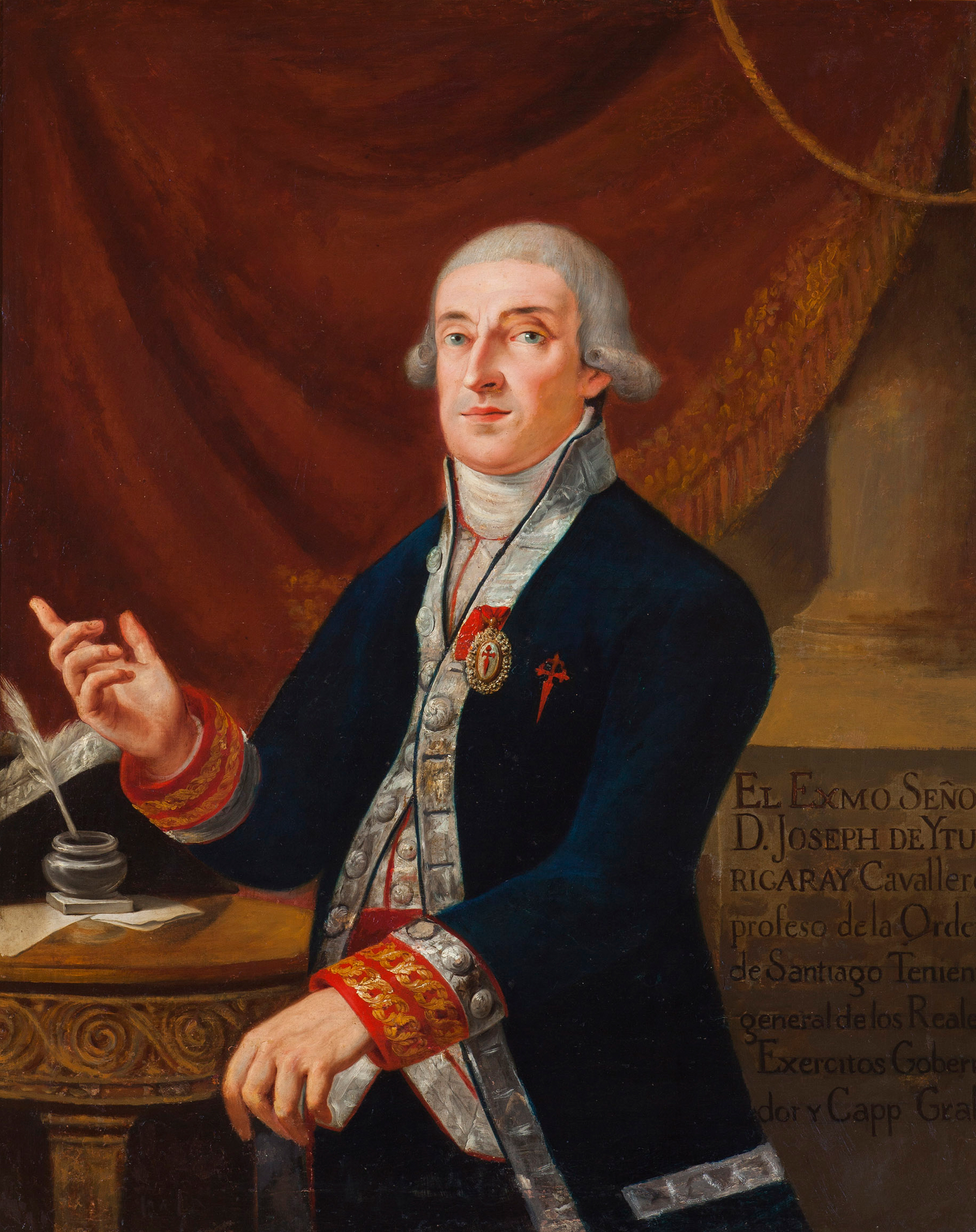
Il viceré José de Iturrigaray

Conoscendo la situazione in Spagna, l'élite messicana non vedeva di buon occhio la sottomissione al governo francese e l'arresto del sovrano spagnolo. Prima dell'abdicazione di Bayonne, questa élite di letterati si era divisa nettamente in due partiti. Per alcuni, di cui portavoce si fece la Reale Udienza del Messico, il potere in Nuova Spagna continuava a essere affidato a Ferdinando VII di Spagna, anche se momentaneamente assente. Pertanto la struttura sociale della Nuova Spagna non doveva cambiare.
Per gli altri la situazione era più complessa. La Comune del Messico, capitanata da un gruppo di creoli che avevano beneficiato della riforma dei re borbonici del XVIII secolo, vedeva nella crisi politica spagnola un'opportunità per riformare il vicereame.
Il 5 agosto 1808 la Comune del Messico propose al viceré José de Iturrigaray di convocare una giunta di cittadini per governare in nome di Ferdinando VII. I pensatori della Comune del Messico erano favorevoli pure a un governo indipendente nella Nuova Spagna, anche se non appoggiavano apertamente la separazione della colonia. Senza dubbio questa idea non era appoggiata dall'altro partito dei creoli spagnoli.
Per loro la formazione di una giunta del Messico era una minaccia contro la permanenza del sistema coloniale, dal quale loro traevano grandi vantaggi.
Le tesi della sovranità popolare fu condannata come un anatema dall'inquisitore Prado y Objero; della stessa idea si era pronunciata la Reale Udienza per bocca di Guillermo Aguirre. Finalmente, la disputa tra la Reale Udienza e la Comune portò a un golpe contro il viceré José de Iturrigaray.
Capitanati da Gabriel de Yermo, gli oppositori della giunta destituirono Iturrigaray e lo arrestarono il 15 settembre 1808. La reale Udienza impose come viceré Pedro de Garibay. Tutti i leader della Comune furono arrestati o uccisi.

## Prima fase: inizio (1810-1811)

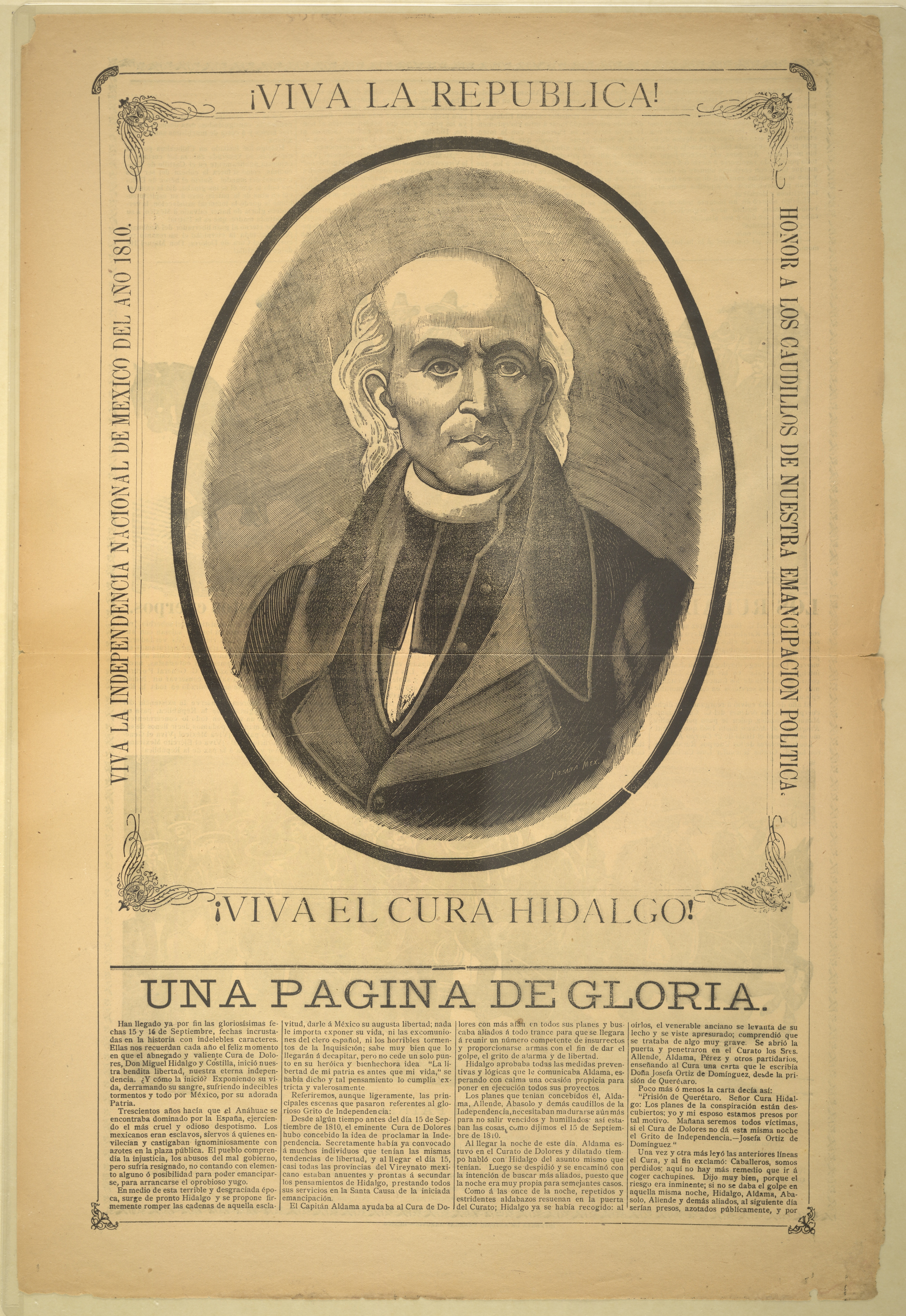
Miguel Hidalgo

La prima fase della guerra d'indipendenza del Messico corrisponde al periodo compreso tra il Grido di Dolores, con il quale padre Hidalgo incitò alla ribellione contro il malgoverno del Vicereame, e la cattura del Generalísimo de America (titolo che venne concesso a Hidalgo dalle sue truppe) a Noria de Acatita de Bajan, mentre tentava di sfuggire all'esercito reale.

### Preludio al "Grito de Dolores"

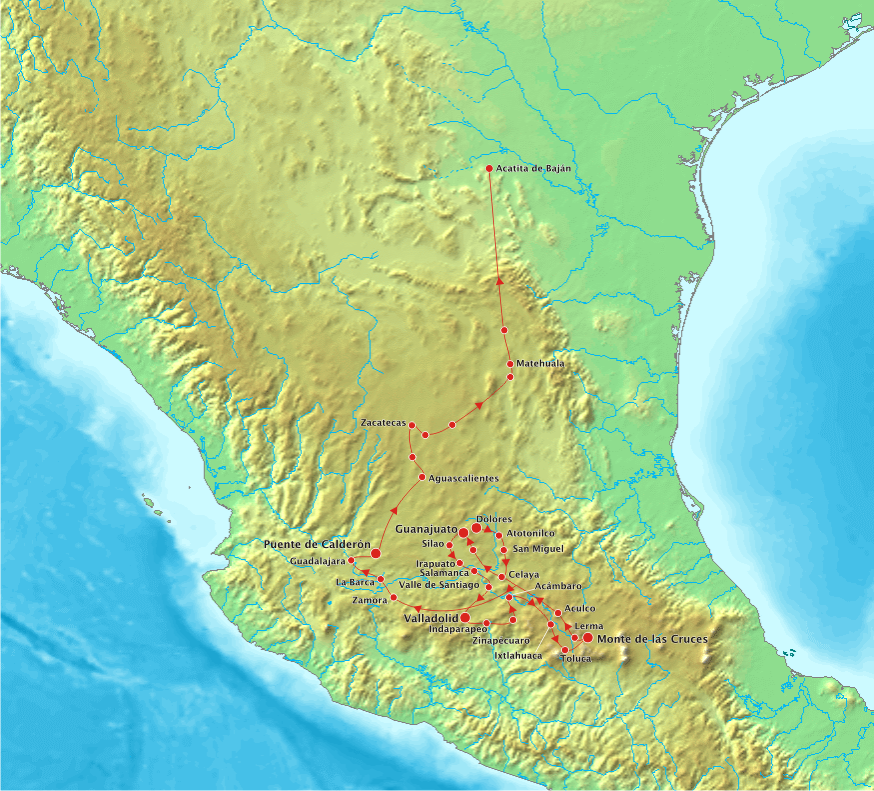
Mappa della campagna militare di Hidalgo (1810-1811)

Quando la Giunta del Messico venne sciolta nell'anno 1808 dalla Reale Udienza del Messico, l'élite creola, che comandava il movimento indipendentista della Nuova Spagna, non ebbe altra opzione che passare alla clandestinità.
In non poche città si formarono gruppi di cospiratori che, comunque, vennero scoperti e denunciati alle autorità del Vicereame, che avevano inasprito la repressione dei gruppi ribelli.
La Congiura di Valladolid (oggi Morelia), i cui leader furono arrestati nel 1809, è il caso più noto di tale repressione. I cospiratori di Valladolid riuscirono, comunque, a stabilire contatti con altre città del Bajío, da dove si sarebbe scatenata la guerra d'indipendenza.
Una di queste città fu Querétaro, dove si era formato un gruppo di letterati, piccoli commercianti e militari dell'esercito coloniale che, con il pretesto di riunioni culturali, si riunivano in un'accademia della città.
Questo gruppo è conosciuto nella storia del Messico come cospirazione di Querétaro. Tra i suoi membri spiccavano tra gli altri: padre Miguel Hidalgo y Costilla, il militare Ignacio Allende, il piccolo industriale Juan Aldama, il corregidor della città José Miguel Domínguez e sua moglie Josefa Ortiz de Domínguez.
La cospirazione di Querétaro fu scoperta dalle autorità coloniali della città nel settembre del 1810, ma Josefa Ortiz de Domínguez riuscì ad avvisare Juan Aldama del pericolo che correva il movimento indipendentista, e Aldama si mise in cammino verso Dolores Hidalgo, per comunicare la situazione a padre Hidalgo. Preoccupato per la situazione, il curato convocò la popolazione con la campana della parrocchia locale e, davanti a loro, Hidalgo lanciò il Grito de Dolores, che segna l'inizio della guerra d'indipendenza messicana.

### Campagna militare
Nella mattinata del 16 settembre del 1810, al grido di «¡Viva la Virgen de Guadalupe! ¡Muerte al mal gobierno! ¡Viva Fernando VII!», Hidalgo si diresse al presidio di Dolores, accompagnato da un drappello di contadini mal armati e mal preparati. Mise in libertà tutti quelli che erano nelle prigioni e armò il suo esercito ribelle con le scarse armi presenti nell'armeria locale. Contava però sui rinforzi di Allende e Mariano Abasolo, ufficiali dell'esercito. Accompagnato da quell'esercito (le cui dimensioni reali sono sconosciute), si diresse prima ad Atotonilco el Grande, dove prese lo stendardo della Vergine di Guadalupe (chiamato Guadalupano), considerato la prima bandiera messicana.
Da lì proseguì verso San Miguel de Allende, dove arrivarono le truppe di Abasolo e Allende.

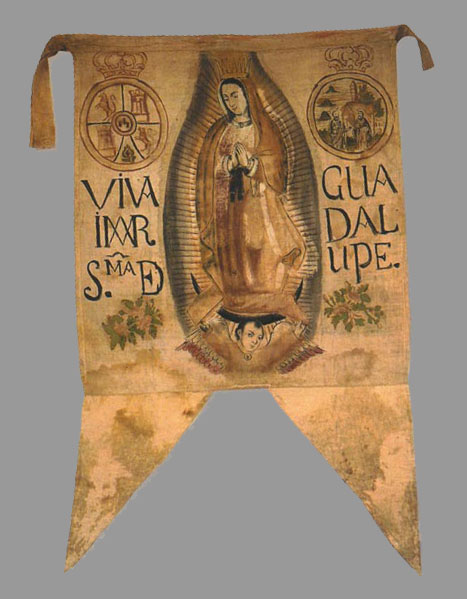
Il Guadalupano di Hidalgo

Una volta lasciato San Miguel, l'esercito rivoluzionario continuava a essere soprattutto una legione di contadini. In ogni paese che si attraversava si aggiungevano contadini intenzionati a combattere. Ma la maggior parte dei creoli non vedeva di buon occhio la rivoluzione iniziata dai cospiratori di Querétaro. Perfino Allende iniziava a provare verso Hidalgo un senso di invidia e più tardi lo accuserà di essersi fatto trasportare dalla furia del popolo.
In questa situazione l'esercito rivoluzionario s'incamminò verso Celaya, dove ottenne la sua prima vittoria importante il 20 settembre 1810. L'esercito, una volta presa la città, la saccheggiò. In quella Miguel Hidalgo venne proclamato Generalisimo de America, rimanendo alla testa dell'esercito, sopra Allende, che senza dubbio era più abile di lui nella tattica militare. Da Celaya i rivoluzionari si diressero verso nord-est; nel cammino presero possesso di Salamanca, Irapuato e Silao. Arrivarono a Guanajuato il 29 settembre 1810.

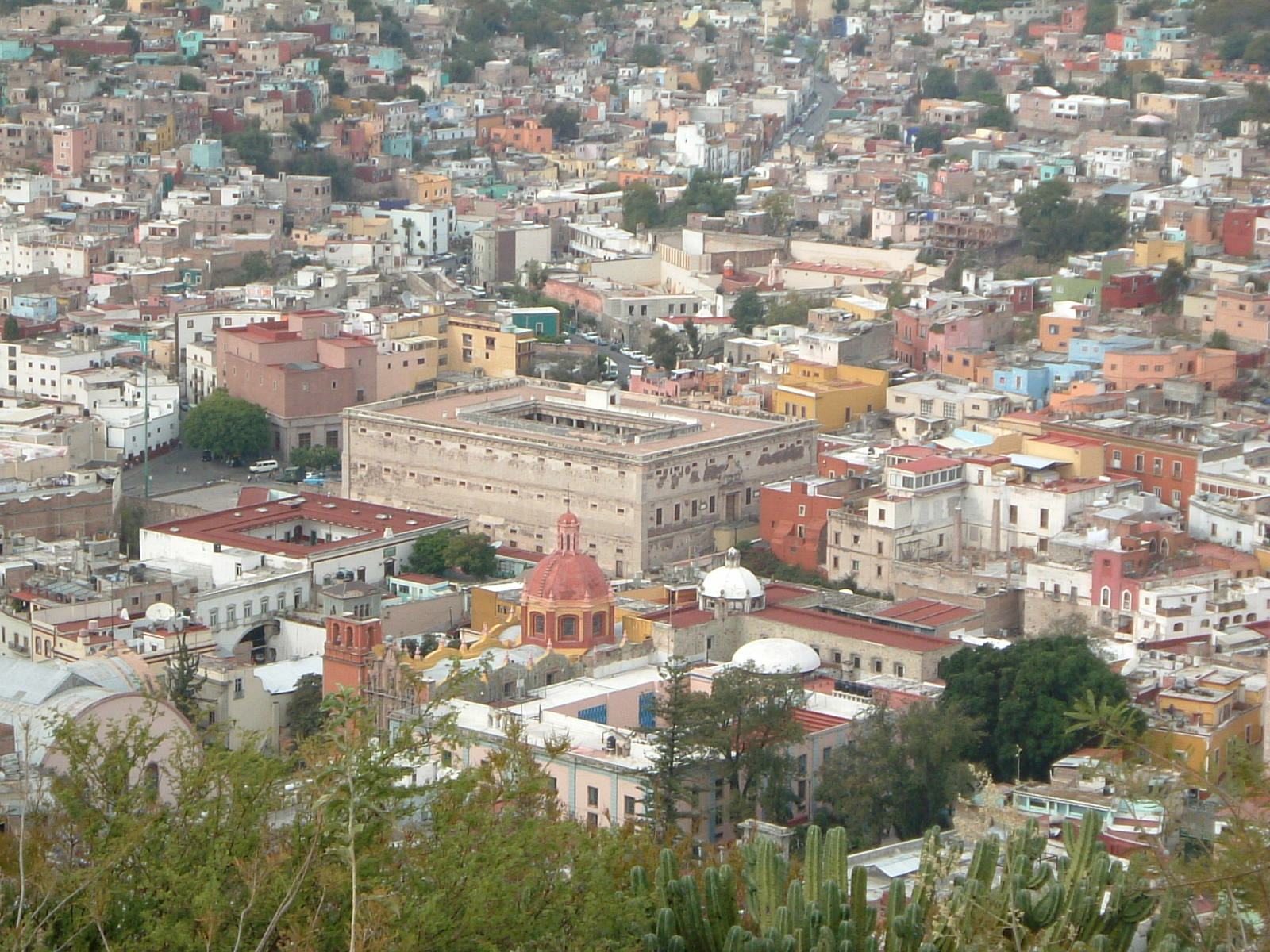
Vista di Guanajuato. Al centro, la alhóndiga de Granaditas.

Il sovrintendente Riaño si barricò nella Alhóndiga de Granaditas, uno degli edifici più solidi, resistenti e grandi della città, credendo che lì sarebbe stato in salvo. Però, essendo superati in numero dagli assedianti e morto il sovrintendente, gli spagnoli dovettero capitolare; la leggenda vuole che un indio, chiamato José Juan Martínez, meglio conosciuto come "il Pipila", riuscì ad appiccare un incendio presso il portone, aprendo la strada ai rivoluzionari. Una volta presa l'alhóndiga, l'esercito rivoluzionario assassinò circa duecento soldati e altre centocinquanta persone che si erano rifugiate all'interno dell'edificio.
L'occupazione della città di Guanajuato da parte dei rivoluzionari fu l'inizio di una serie di vittorie che li portò a occupare città importanti come Valladolid (oggi Morelia), Toluca e ad arrivare alla periferia occidentale di Città del Messico.
Qui si combatté la battaglia del monte delle Croci, dove l'esercito di Hidalgo inflisse agli spagnoli una delle più grandi sconfitte del conflitto ma, per ragioni sconosciute, il generalissimo decise di tornare indietro verso Michoacán.
Al suo ritorno, i rivoluzionari furono attaccati dall'esercito spagnolo, comandato da Félix María Calleja del Rey presso Aculco. La battaglia di Aculco rese chiaro che i rivoluzionari non erano in condizione di affrontare l'esercito spagnolo. Le diserzioni furono numerose e circa seicento rivoluzionari vennero catturati, assieme a parte dell'artiglieria rivoluzionaria.
Rendendosi conto della situazione, i rivoluzionari si divisero: il grosso delle truppe seguì Allende verso Guanajuato, mentre solo una piccola parte seguì Hidalgo a Valladolid.
Hidalgo riuscì a ottenere l'appoggio finanziario della Chiesa e l'adesione di alcune centinaia di cavalieri e fanti, Allende non ebbe la stessa fortuna e dovette abbandonare Guanajuato e dirigersi verso il nord per riunirsi con Abasolo e Aldama a San Luis Potosí.
In questo periodo, i simpatizzanti rivoluzionari occupavano altre città nel territorio della Nuova Spagna. Rafael Iriarte controllava León, Aguascalientes e Zacatecas. Luis Herrera e Juan de Villerias occupavano San Luis Potosí. A Toluca e Zitácuaro c'era Benedicto López. José María Morelos y Pavón aveva unito i rivoluzionari di Michoacán e di Città del Messico per la guerra, mentre Miguel Sánchez e Julián Villagrán controllavano la valle di Mezquital a nord.
Guadalajara venne presa da José Antonio Torres l'11 novembre 1810, dopo aver occupato il sud di Jalisco e la regione di Colima. Le province settentrionali, come il Texas, Coahuila e Nuevo León, si erano anche loro unite alla causa indipendentista.

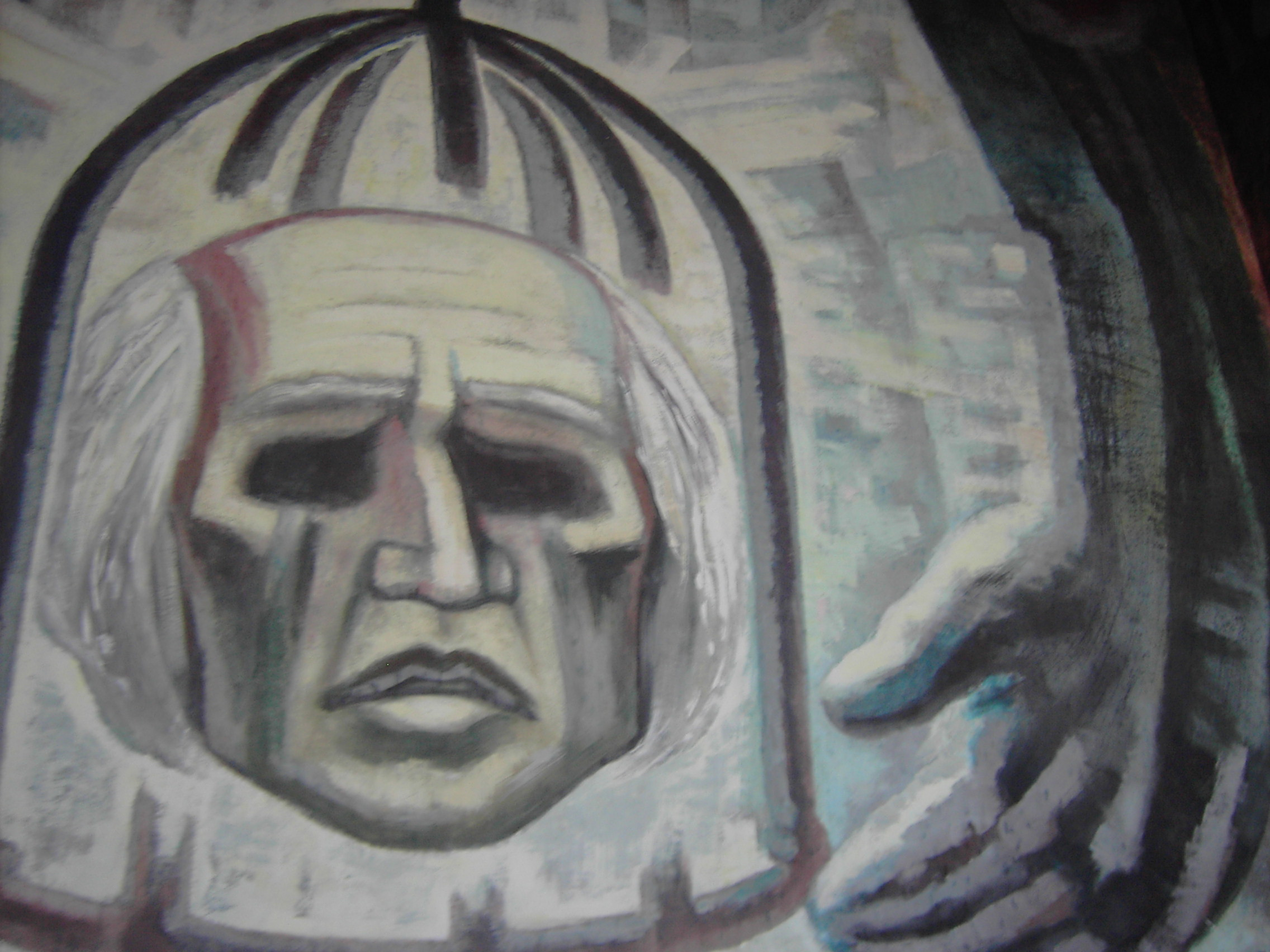
Murale nell'alhóndiga de Granaditas. Rappresenta la testa di Hidalgo in una gabbia.

Avendo i rivoluzionari abbandonato le principali piazze prese pochi giorni dopo l'inizio della guerra, queste furono rapidamente riconquistate tra il novembre 1810 e i primi mesi del 1811 dall'esercito spagnolo.
Il 17 gennaio 1811, i rivoluzionari subirono una nettissima sconfitta, ancora per mano di Calleja, nella battaglia di Puente de Calderón, che li obbligò a fuggire verso Zacatecas. Senza appoggio in quella città, i capi rivoluzionari dovettero dirigersi verso il nord, cercando appoggio nelle province più settentrionali della Nuova Spagna.

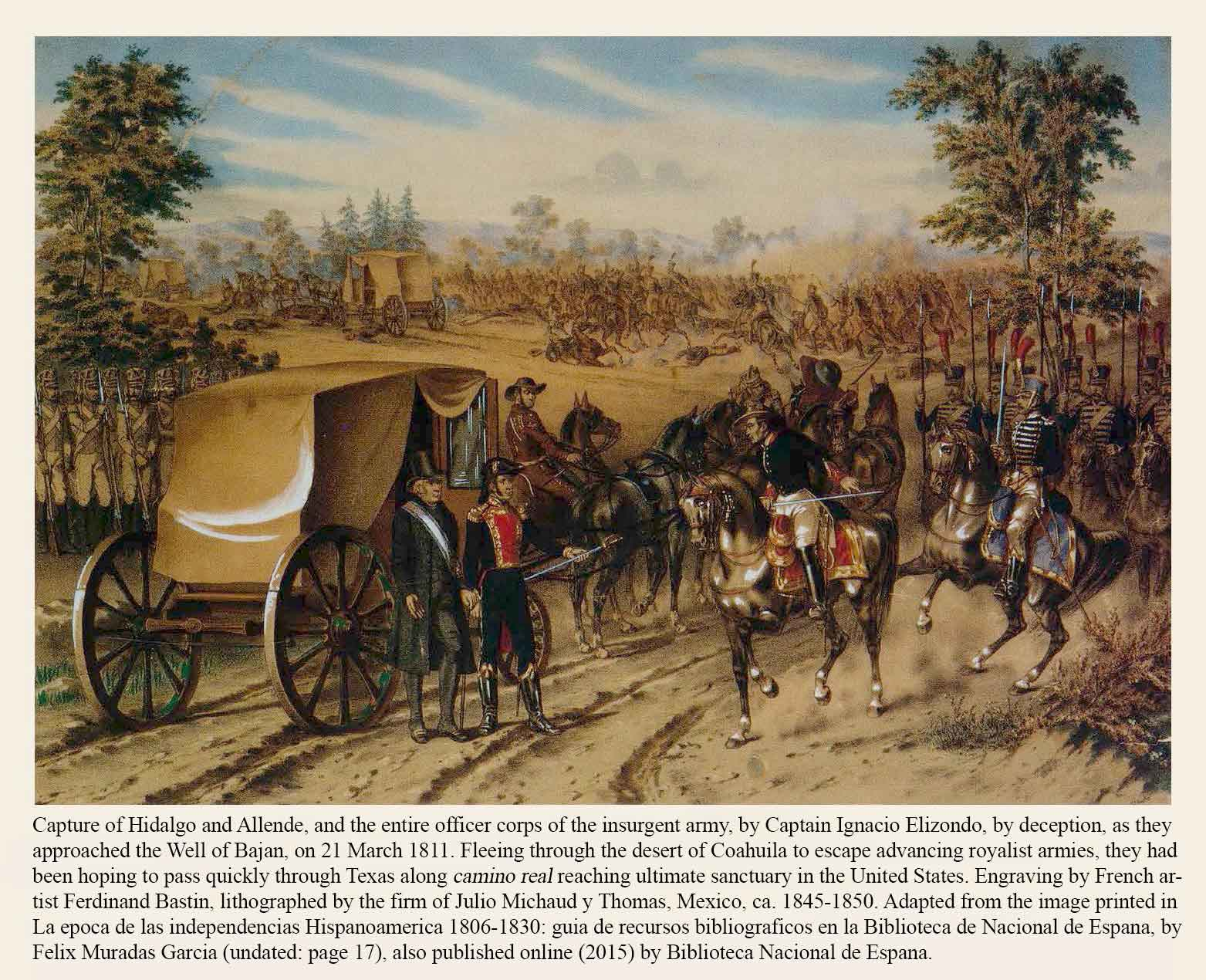
Il colonnello Ignacio Elizondo cattura i capi della rivoluzione messicana presso i pozzi di Bajan il 21 marzo 1811

Ingannati da falsi alleati, si diressero verso Monclova, anche se non sapevano che questa cittadina era il nucleo di un movimento antirivoluzionario. A Monclova si riunirono con José Mariano Jiménez, che li doveva aiutare a fuggire verso gli Stati Uniti d'America. I restanti rivoluzionari furono affidati al comando di Ignacio López Rayón, che si diresse verso sud per rifugiarsi nelle montagne di Michoacán. Alla fine, presso Acatita de Bajan, vicino a Monclova, i rivoluzionari vennero catturati da Ignacio Elizondo il 21 marzo 1811. Furono condotti a Chihuahua, dove gli spagnoli fucilarono ventidue membri delle truppe ribelli, tra questi Aldama, Allende e Jiménez (26 giugno) e Hidalgo (30 luglio), mentre Abasolo fu esiliato in Spagna, dove morì in prigione nel 1816. Le teste dei quattro capi furono appese ai quattro angoli della alhondiga de Granaditas.

#### Altri focolai rivoluzionari

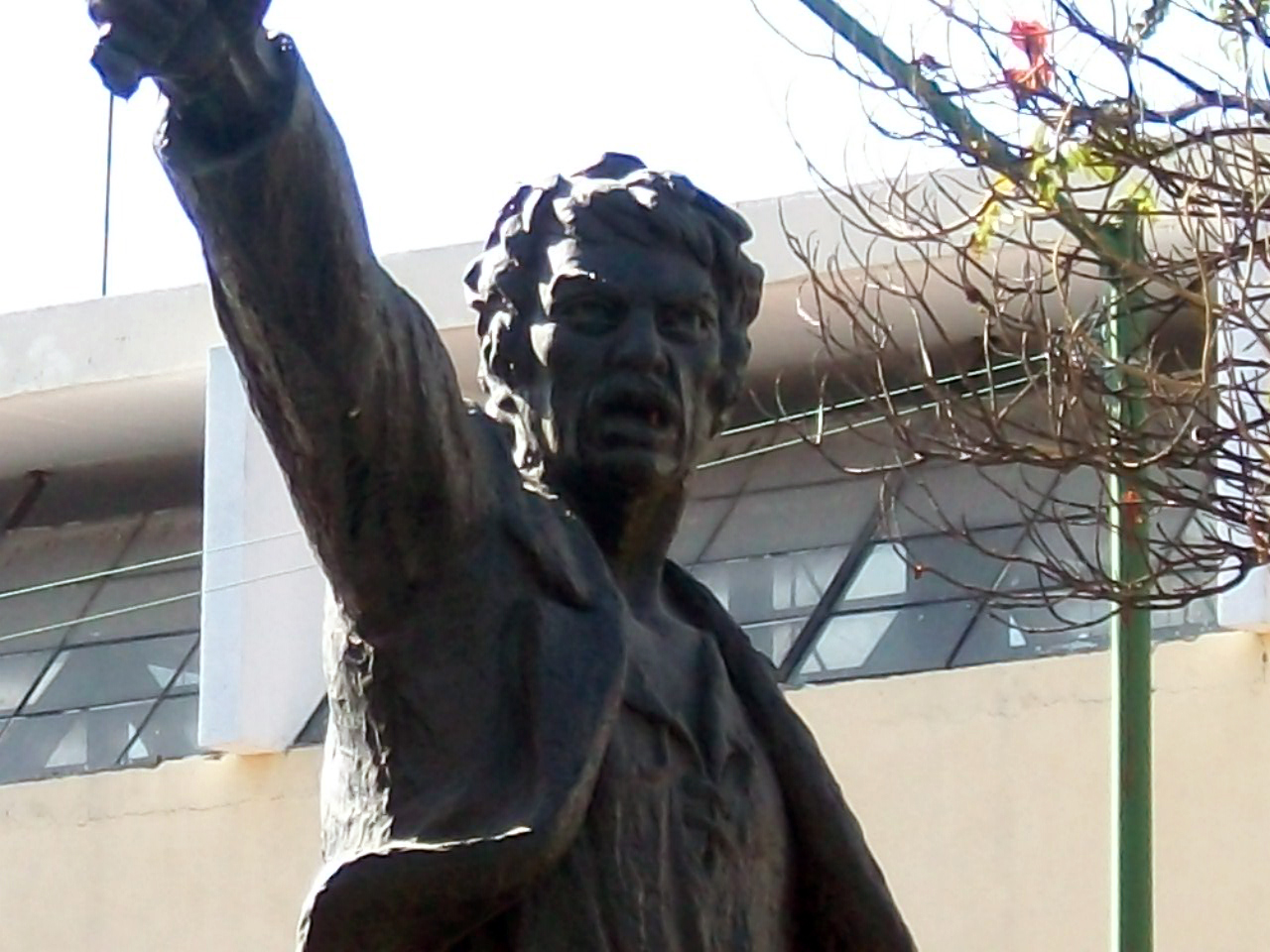
José Antonio Torres comandò la rivoluzione indipendentista in "Nueva Galicia". Prese Guadalajara, dove si ritrovarono Hidalgo e Allende nel dicembre del 1810. Fu strangolato e decapitato nel 1812 e la sua testa fu esposta per 40 giorni come ulteriore scherno, le sue membra furono disperse per la Nueva Galicia.

Il movimento indipendentista iniziato a Dolores il 16 settembre 1810 ebbe seguiti in altre parti della Nuova Spagna. Agli inizi del novembre 1810 José Antonio Torres riuscì a imporsi sulla poca resistenza che offrivano le forze del viceregno a La Barca e nella battaglia di Zacoalco. Con una forza di ventimila uomini entrò nella città di Guadalajara l'11 novembre. Quasi immediatamente José María Mercado fu indicato per prendere Tepic e San Blas, obbiettivi che riuscì a prendere senza sparare un solo colpo, rispettivamente il 28 novembre e il 1º dicembre. Per il dicembre del 1810 si era assicurata una parte importante delle Nueva Galicia.
I simpatizzanti della rivolta avevano preso varie importanti città prima della fine del 1810. Rafael Iriarte controllava León, Aguascalientes e Zacatecas. Luis de Herrera e Juan Villerías occupavano San Luis Potosí. A Toluca e Zitácuaro c'era Benedicto López. José María Morelos y Pavón iniziava la sua campagna nel sud di Michoacán e Messico, mentre Miguel Sánchez e Julián Villagrán controllavano la valle di Mezquital nel nord del paese. Le province del nord, come il Texas, Coahuila e Nuevo León, si erano anche loro unite alla causa indipendentista. José María González Hermosillo iniziò la rivolta con la battaglia de Real del Rosario nelle province interne di Occidente e José María Sáenz de Ontiveros a Durango, oltre a effettuare diverse rivolte spontanee comandate dai sacerdoti.
La persecuzione contro i leader regionali fu dura quanto quella contro i principali comandanti nazionali. Nel gennaio del 1811 José María Mercado - che operava in Nueva Galicia - fu sconfitto a Maninalco e probabilmente si suicidò; il suo cadavere fu ritrovato nel fondo di un burrone il giorno successivo. Alcuni dei leader resistettero alle persecuzioni per poco tempo, come José Antonio Torres, che fu sconfitto da Pedro Celestino Negrete nel 1812 e strangolato lo stesso anno. Altri resistettero e divennero i protagonisti dei successi degli anni seguenti, come Villagrán y Morelos.

### Caratteristiche del movimento indipendentista del 1810-1811
Tra il 1785 e il 1786 in Nuova Spagna si era prodotta una crisi agricola senza precedenti, che aveva provocato la morte di circa 300 000 persone. Tra il 1808 e il 1809 una grave carestia nel Bajío aveva ridotto i raccolti e di conseguenza i prezzi erano quadruplicati. D'altra parte le guerre in Europa avevano provocato crisi e disoccupazione. Davanti a questa situazione i contadini videro in Hidalgo un leader che avrebbe potuto condurli a una vita migliore. Fu così che i rivoltosi riuscirono a trovare adepti tanto velocemente. Inoltre i rivoluzionari potevano contare sui rinforzi di Allende e Mariano Abasolo, ufficiali del reggimento dei Dragoni della Regina a San Miguel el Grande.

## Seconda tappa: organizzazione (1811-1815)
Quella che viene chiamata «tappa di organizzazione» della guerra d'indipendenza del Messico comprende i successi bellici e politici avvenuti tra il momento nel quale Ignacio López Rayón fu nominato capo delle forze rivoluzionarie a Saltillo (poco prima che Hidalgo e Allende assieme agli altri capi rivoluzionari fossero catturati e uccisi) e la fucilazione del "Servo della Patria" José María Morelos y Pavón, ovverosia tra il 16 marzo 1811 e il 22 dicembre 1815. Quattro anni nei quali si svolsero alcune delle più brillanti azioni di guerra e di posizione ideologica del movimento d'indipendenza del Messico.

### Composizione sociale del movimento
Il movimento rivoluzionario fu appoggiato dalle classi inferiori, specialmente dai contadini. Gli uomini si trovavano in grandi gruppi armati con picche, pietre e lance. Si riunivano spontaneamente e casualmente con i capi rivoluzionari per opporsi all'esercito del viceré; occasionalmente sorse anche qualche leader da questi gruppi. Nelle battaglie arrivarono a partecipare comanci, lipani e anche schiavi neri. Solo pochissimi schiavi rimasero fedeli ai propri padroni. Quasi tutte le forze sotto il comando di Ignacio López Rayón erano arcieri indigeni provenienti da El Bajio; quelle di José María Morelos erano composte da neri e mulatti del sud che erano contadini, alcune volte erano soldati dell'esercito che erano stati catturati e per la maggior parte contadini malamente armati. Con l'avanzare del movimento, la classe media e i cittadini iniziarono a simpatizzare con i rivoluzionari, le idee della rivoluzione furono propagandate nell'ambiente cittadino tra i letterati, come José Joaquín Fernández de Lizardi e Carlos María de Bustamante in Messico e il frate Servando Teresa de Mier a Londra.

### López Rayón e la Giunta di Zitácuaro

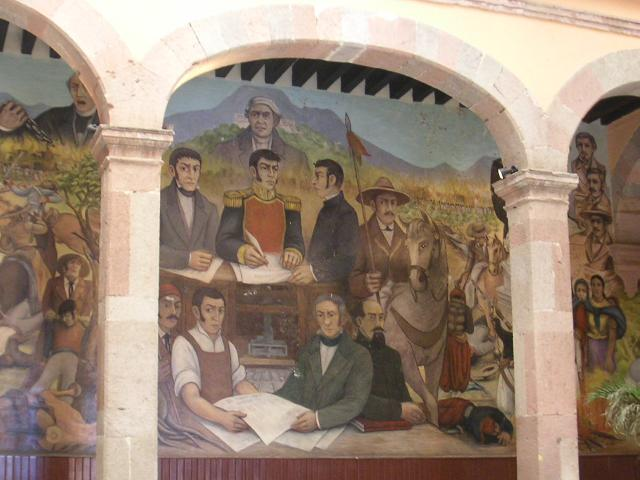
Murale a Zitácuaro, dove si commemora l'instaurazione della Suprema Giunta Governativa d'America a Michoacán

Come si è detto sopra, López Rayón fu nominato capo delle truppe rivoluzionarie a Saltillo, poco prima dell'arresto dei capi rivoluzionari della prima tappa della guerra d'indipendenza. L'incarico venne condiviso con José María Liceaga. Al comando di circa mille uomini, che costituivano i resti del primo esercito rivoluzionario, s'incamminò verso sud, verso Michoacán, con un lungo cammino. Tutto il territorio che era stato preso inizialmente da movimenti regionali simpatizzanti rivoluzionari era stato recuperato dall'esercito spagnolo, facendo diventare così il viaggio verso sud ancora più arduo.
Alla fine, López Rayón fu capace di condurre questa piccola truppa fino a Zitácuaro, una città a est di Michoacan, dove il 19 agosto 1811, convocò la formazione della Giunta Nazionale di Zitacuaro, che doveva governare in nome di Ferdinando VII di Spagna, questo per conservare i suoi diritti di difesa della religione e della patria oppressa.

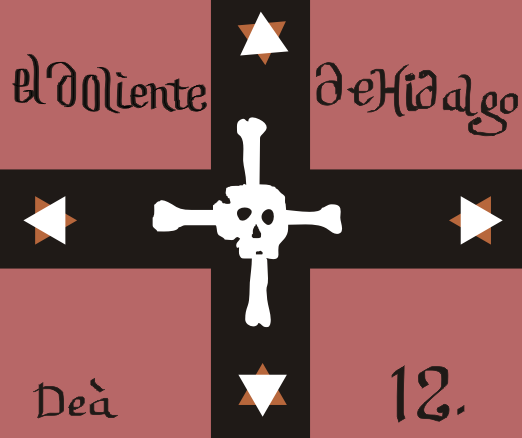
Bandiera del Dolente Hidalgo, Questa bandiera era utilizzata dai rivoluzionari per segnalare il lutto per la morte di Miguel Hidalgo.

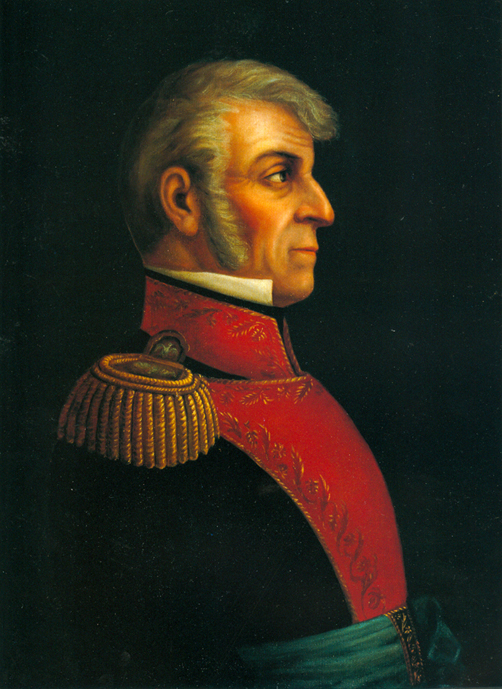
Ignacio López Rayón

La giunta di Zitácuaro riunì soprattutto l'élite creola del Messico centrale. Contò sull'appoggio di Morelos, capo della rivoluzione nella Sierra Madre del Sud. Grazie ad essa fu varato il primo progetto di costituzione nazionale (anche se non andò a buon fine) e furono coniate le prime monete messicane. Sempre la giunta cercò di ottenere i primi riconoscimenti internazionali, iniziando dagli Stati Uniti.
Nei suoi intenti di legittimarsi di fronte ai capi regionali e di ottenere un maggior prestigio agli occhi dell'esercito spagnolo, la giunta di Zitácuaro, o meglio López Rayòn, come ministro universale della Nazione (in altre parole capo della giunta), iniziò una serie di campagne militari che non diedero i risultati attesi. Anche con l'appoggio dei Guadalupanos (un gruppo di persone che servivano come intelligence alla giunta e la sostenevano finanziariamente; tra gli esponenti di maggior rilievo c'erano Leona Vicario e suo marito Andrés Quintana Roo) e altri benefattori della causa rivoluzionaria, López Rayón fu incapace di impedire che la giunta fosse espulsa da Zitácuaro, per mano di Calleja, nei primi giorni del 1812. A seguito di questo, coloro che facevano parte della giunta si divisero e ognuno seguì la strada che riteneva più adeguata.
Reclamando ognuno per sé la presidenza della giunta, i capi entrarono in una discussione che portò allo scioglimento de facto di quest'organo di governo verso la prima metà del 1813. La giunta di Zitácuaro fu sostituita dal Congresso di Chilpancingo come massimo organo di governo del Messico. Durante il periodo in cui la giunta si trasferì da Michoacán a Sulpetec ebbe notevole importanza la produzione letteraria di Josè Maria de Cos, parroco di San Cosme. A lui si deve la creazione di un secondo organo informativo dei rivoluzionari, stampato in una tipografia da lui stesso costruita. La sua penna fu dura contro le autorità spagnole e in lui si nota la tendenza alla radicalizzazione politica del movimento rivoluzionario.

### Morelos e il Congresso di Chilpancingo

#### Da Carácuaro a Chilpancingo

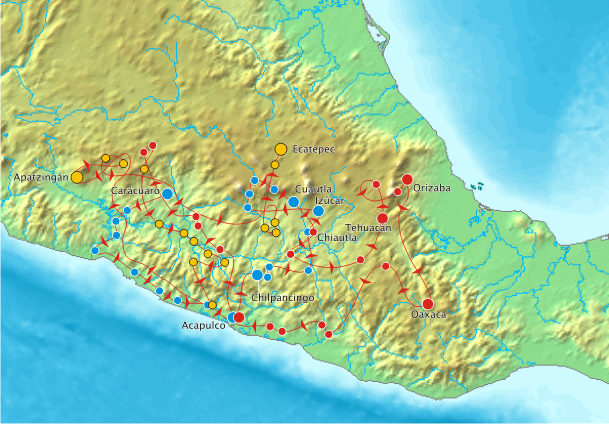
Campagna di Morelos

Come Ignacio López Rayón, José María Morelos y Pavón non era nuovo alle azioni belliche dei rivoluzionari. Come il capo della Giunta di Zitácuaro, anche Morelos aveva partecipato all'attività rivoluzionaria sin dall'inizio della guerra d'indipendenza, specialmente nella regione della "Terra Calda" di Michoacán e Messico(la "Terra Calda" è una regione divisa dagli Stati di Michoacán, Guerrero e Messico).
Anche se è comunemente ritenuto che Morelos ricevette il comando delle truppe rivoluzionarie al momento della morte di Hidalgo, Allende e Aldama, egli era a tutti gli effetti un sottoposto di López Rayón.
La campagna di Morelos iniziò a Caracuaro, una cittadina di Michoacán. Ernesto Lemoine divide la campagna in due fasi, il cui spartiacque è il disastro di Valladolid, dove venne nettamente sconfitto dall'esercito spagnolo. Prima di questo episodio (1813) Morelos aveva acquistato prestigio come stratega militare (anche se non aveva nessuna formazione come soldato). Ma, dopo la sconfitta nella sua terra natale, Morelos e il suo esercito furono sconfitti innumerevoli volte e tutti i capi del suo esercito vennero uccisi o imprigionati.
Una volta iniziata la rivolta a Caracuaro, Morelos si avviò verso la depressione del Balsas e la Sierra Madre del Sud dove, uno dietro l'altro, unì alla lotta contro le autorità spagnole i paesi di Zacatula, Petatlán e Tecpan del Galeana. Nel maggio del 1811 l'esercito di Morelos prese Chilpancingo de los Bravo.

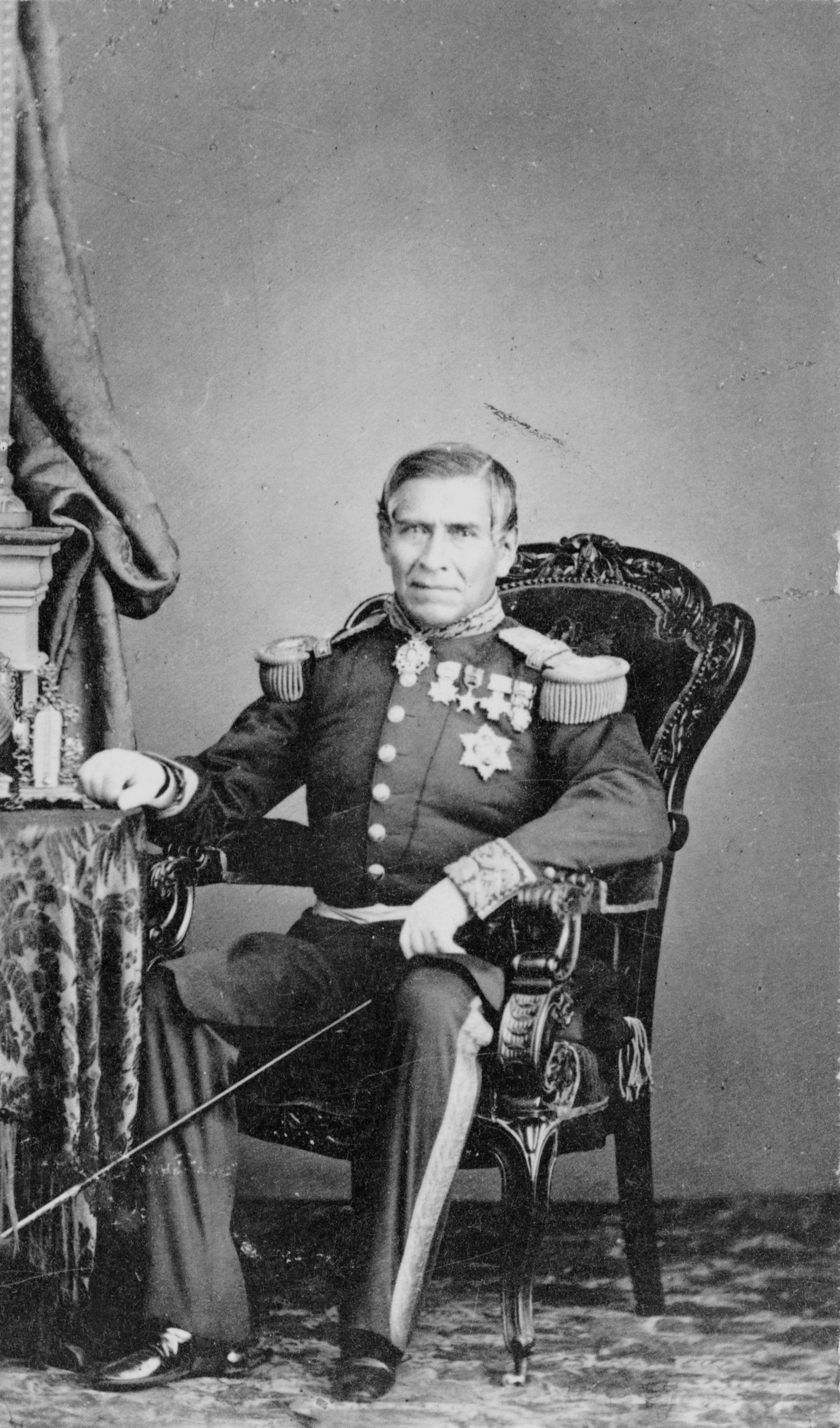
Juan N. Almonte. Fu figlio di Morelos e capo de Los Emulantes, dove era compagno di Narciso Mendoza. Per ironia della sorte, fece parte del gruppo che combatté Benito Juárez durante la Guerra di Riforma e della commissione che consegnò la corona imperiale a Massimiliano d'Asburgo.

Dopo essere penetrato nel territorio della sovrintendenza di Puebla, dove sconfisse gli spagnoli a Chiautla de Tapia, Morelos divise il suo esercito in tre colonne. Una era comandata da Nicolás Bravo; avanzando verso Oaxaca, nel suo cammino verso sud-est, Bravo prese Acatlán de Osorio e Huajuapan de León. Un altro braccio, a capo del quale c'era Hermenegildo Galeana, ritornò a Taxco e prese Izúcar de Matamoros, dove si unì a Mariano Matamoros e al figlio di quest'ultimo. Morelos non avanzò verso Puebla ma, proseguendo verso occidente, il 24 dicembre 1811 riuscì a conquistare la città di Cuautla.
Nel febbraio 1812, Félix María Calleja del Rey (soprannominato «la miglior spada della Nuova Spagna» per le sue numerose vittorie), fu incaricato dal viceré Vanegas di sconfiggere una volta per tutte l'esercito di Morelos. Calleja sperava di vincere subito e con facilità l'esercito rivoluzionario, soprattutto grazie al vantaggio numerico, essendo i rivoluzionari un pugno di guerriglieri senza istruzione militare (per lo meno questa era l'idea di Calleja).
Dopo settantadue giorni di combattimento, tutti e due gli schieramenti furono incapaci di vincere. Gli spagnoli avevano fallito anche la presa di Izúcar. Alla difesa finale di Cuautla parteciparono anche gli stessi abitanti della città e tra questi si distinse un gruppo di ragazzi, chiamati "Los Emulantes".
Questo battaglione rivoluzionario infantile fu comandato dal figlio naturale di Morelos, Juan Nepomuceno Almonte; faceva parte di questo battaglione anche Narciso Mendoza, meglio conosciuto nella storia del Messico con il nome di «Bambino Artigliere». Avendo perso Cuautla, i rivoluzionari si dispersero verso oriente, nei pressi di Izúcar e Chuautla. Inseguiti dall'esercito spagnolo, i rivoluzionari si spostarono poi verso la parte orientale di Puebla, presero Villa de Orizaba e si scontrarono con l'esercito sul monte di Acultzingo, al confine tra Puebla e Veracruz. Ancora una volta lo scontro non diede la vittoria a nessuno dei due ma, come a Cuautla e a Izúcar, i rivoluzionari dovettero disperdersi, questa volta verso sud. Dopo aver preso Tehuacán, Morelos e il suo esercito occuparono la città di Oaxaca, dove istituirono un governo autonomo. Il governo rivoluzionario della città di Oaxaca durò dal 1812 fino al 1814, quando la città fu presa dall'esercito spagnolo.
A Oaxaca, Morelos decise di convocare un Congresso Nazionale con rappresentanti eletti per voto popolare. Questo avvenne però a Chilpancingo de los Bravo. Proprio con il proposito di arrivare a Chilpancingo per il Congresso Nazionale, l'esercito di Morelos si diresse verso la Costa Grande e, finalmente, nell'agosto del 1813, Acapulco e, quindi, anche, il controllo del Pacifico e dei contatti con le Filippine caddero in mano ai rivoluzionari.

#### Congresso di Chilpancingo

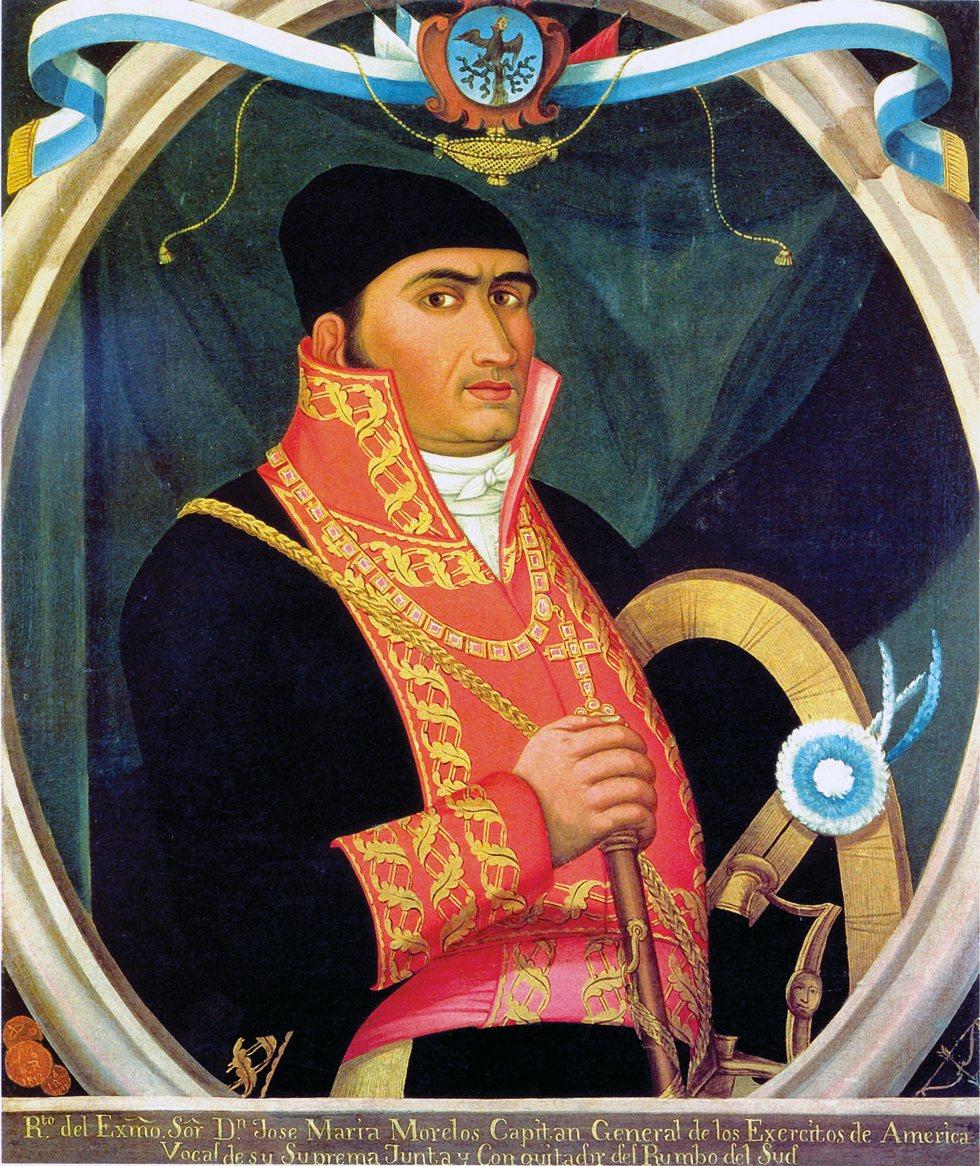
José María Morelos. Rifiutò i titoli di Altezza e Generalissimo concessi dal Congresso di Chilpancingo. Si fece dunque chiamare Servo della Nazione.

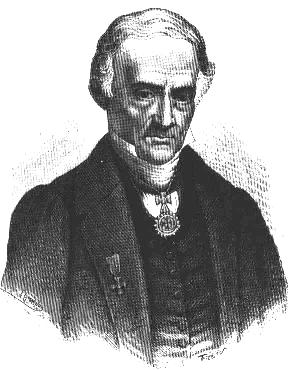
Andres Quintana Roo

Le numerose vittorie dell'esercito di Morelos avevano dato al curato di Caracuaro il prestigio del quale mancava López Rayón per i suoi sconclusionati scontri con gli spagnoli a Valladolid e Zitacuaro, da dove venne espulso con la Giunta nel 1812. Al contrario, verso la metà del 1813, Morelos dominava gran parte del sud delle sovrintendenze del Messico, Puelba e Oaxaca. Grazie a quell'autorità militare, Morelos poté indirizzare la rivoluzione indipendentista verso una politica radicale. Per questo ottenne l'appoggio di numerosi personaggi che parteciparono al Congresso di Chilpancingo, convocato nel luglio del 1813 e svoltosi nel settembre dello stesso anno in seguito alla presa di Acapulco.
Già a Chilpancingo, Morelos consegnò ai congressisti un documento intitolato Sentimenti della Nazione. Questo documento rifletteva la posizione politica di Morelos. I Sentimenti della Nazione includevano, inoltre, una serie di disposizioni economiche, politiche e sociali che rompevano definitivamente con Lòpez Rayón e i suoi seguaci. Questi ultimi, catturato Hidalgo nel 1811, avevano inviato un documento a Calleja dove esponevano i loro argomenti a favore del movimento rivoluzionario, segnalando che il fine ultimo era quello di restituire la legittimità esistente prima della soppressione della Giunta del Messico e del colpo di Stato contro il viceré Itturigaray. Si giustificava il movimento con le stesse parole dei membri della giunta del Messico: l'America era una proprietà del re di Spagna, ma non della Nazione spagnola e, quindi, l'indipendenza cercata non era nei confronti del re di Spagna, ma del governo illegittimo che si era riunito a Cadice.
In contrasto con la posizione della Giunta di Zitacuaro, il Congresso di Chilpancingo si diede il compito di definire giuridicamente le ragioni per le quali l'«America messicana» doveva essere libera dalla Spagna. D'altra parte, i deputati riuniti a Chilpancingo non erano gli unici pensatori che manifestavano a favore della lotta indipendentista radicalizzata da Morelos. Una delle penne più rivoluzionarie fu quella di Servando Teresa de Mier. A differenza di Carlos María Bustamante e Andrés Quintana Roo, per i quali il problema si sarebbe risolto con il definire i comuni rappresentanti legittimi della nazione, Teresa de Mier sviluppò le sue tesi influenzato dal liberalismo francese.
Al momento di dichiarare l'indipendenza della Nuova nazione, i pensatori indipendentisti dichiaravano anche il distacco definitivo con il sistema sociale coloniale. Tra le altre cose, i Sentimenti della Nazione contemplavano la soppressione del sistema di caste, la sovranità del popolo e l'indipendenza della nazione di fronte a qualsiasi potenza straniera. Morelos si pronunciava a favore della conservazione del cattolicesimo come unica religione (di fatto religione di Stato) ed escludeva la presenza di stranieri nelle attività economiche del paese. I punti principali di questo documento radicale sono raccolti dall'atto solenne di dichiarazione d'indipendenza dell'America Settentrionale, firmato il 6 novembre 1813, e dalla prima carta costituzionale del Messico, la Costituzione di Apatzingán, riadattata dai costituenti di Anahuac in fuga dagli spagnoli e promulgata ad Apatzingán, nel 1814. La carta di Apatzingán non poté mai essere applicata, visto che i rivoluzionari furono sconfitti dall'esercito realista.

## Guerrero, Victoria e la guerra di guerriglia

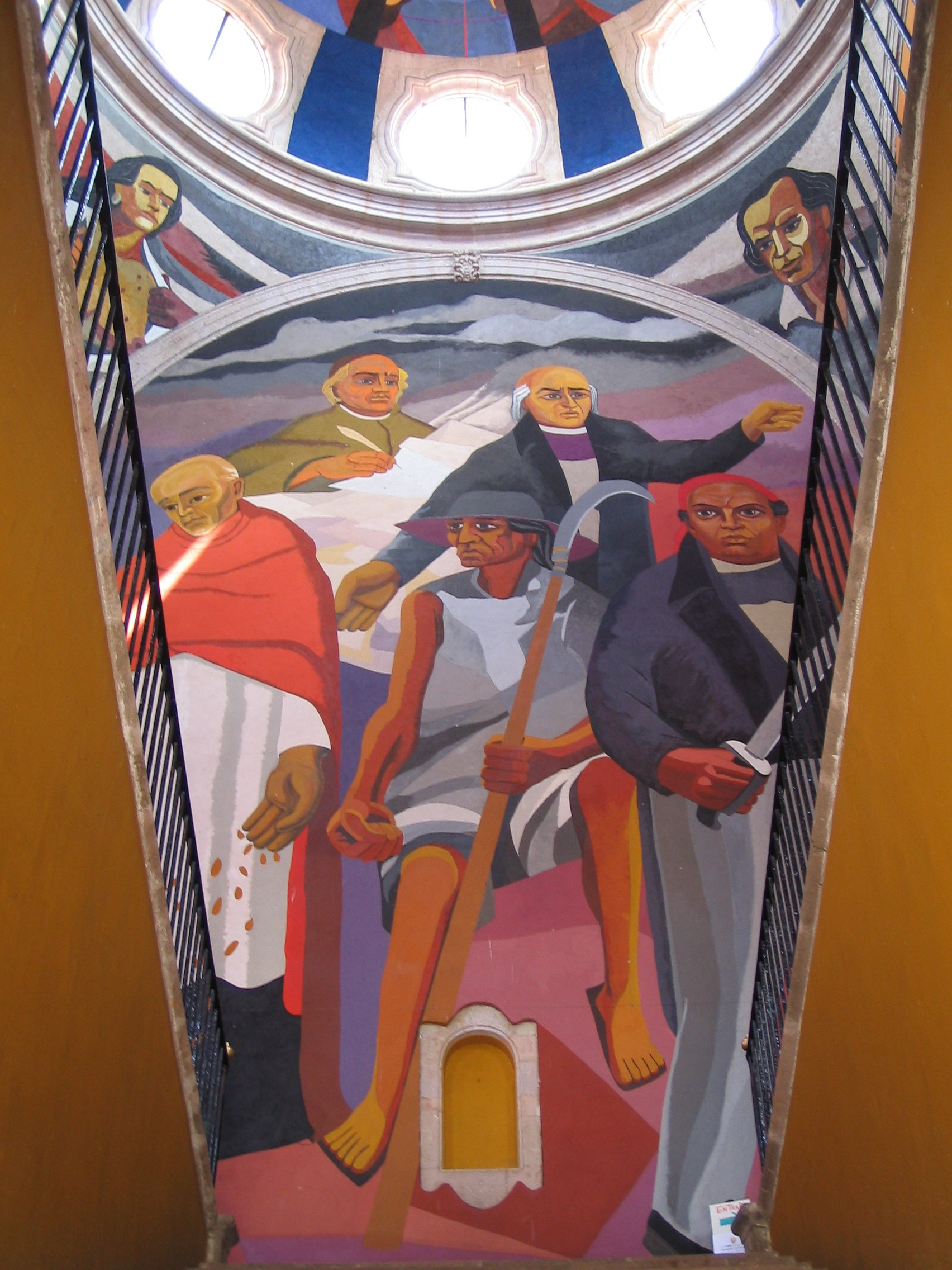
I padri della patria in un dipinto murale a Morelia

Dal 1815 al 1821, la guerra d'indipendenza si trasformò in una guerra di guerriglie. Queste guerriglie crearono due illustri comandanti: Guadalupe Victoria a Puebla e Vicente Guerrero a Oaxaca. I due si guadagnarono la lealtà e il rispetto delle truppe sul campo di battaglia. Il viceré comunque pensò che la situazione fosse sotto controllo e dichiarò un indulto generale a tutti i ribelli che avessero abbandonate le armi.
Dopo 10 anni di guerra civile e dopo la morte dei due leader più importanti, il movimento indipendentista era incapace di agire e vicino alla totale disfatta. I ribelli si scontravano con la resistenza spagnola e con l'apatia dei creoli più influenti della colonia. L'eccessiva violenza e la passione popolare degli eserciti irregolari di Hidalgo e Morelos avevano convinto molti creoli che questa fosse una guerra di classi e razze, e finirono con l'unirsi (di mala voglia) con il governo spagnolo, attendendo che la condotta degli indipendentisti diventasse meno sanguinaria e radicale. Fu a questo punto che i piani di un capo militare conservatore coincisero con una ribellione liberale in Spagna e resero possibile i cambi di alleanze a favore degli indipendentisti.

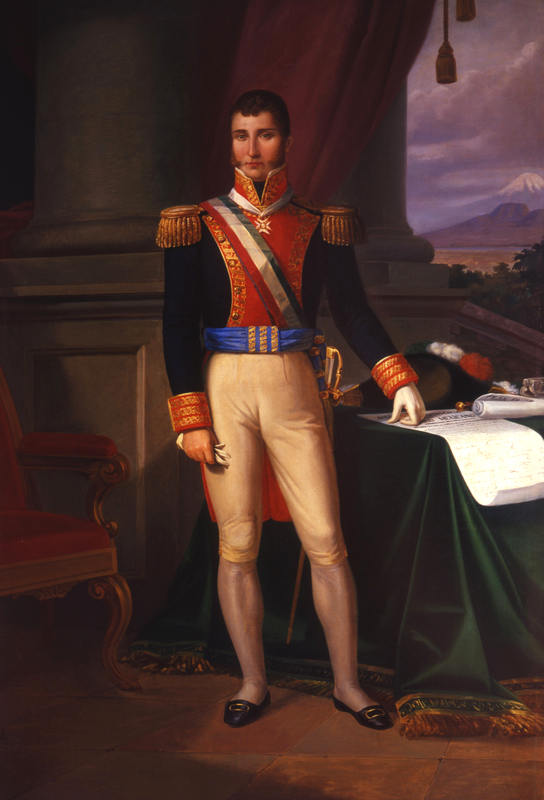
Agustín de Iturbide

In quella che doveva essere l'ultima campagna militare spagnola contro i rivoluzionari, il viceré Juan Ruiz de Apodaca mandò una forza comandata dal creolo Agustín de Iturbide per sconfiggere definitivamente l'esercito di Guerrero a Oaxaca. Iturbide, figlio nativo di Valladolid, divenne famoso per la passione con la quale perseguiva le forze armate di Hidalgo e Morelos durante i primi anni della lotta indipendentista.
Ben visto dalla gerarchia ecclesiastica messicana, Iturbide era l'incarnazione del creolo conservatore perfetto: pio, religioso e dedicato alla protezione della proprietà privata e dei privilegi sociali. Ma senza dubbio, Iturbide era insoddisfatto: mancava di un alto rango militare e di ricchezza.

## Iturbide e Ferdinando VII di Spagna
La missione di Agustín de Iturbide a Oaxaca coincise con un colpo di Stato militare in Spagna contro il nuovo monarca Ferdinando VII di Spagna. I leader del golpe, che si erano riuniti come una spedizione militare per sopprimere i movimenti indipendentisti delle Americhe, obbligarono il re Ferdinando a firmare la costituzione liberale del 1812. Quando la notizia arrivò in Messico, Iturbide prese la notizia come un pericolo per lo status quo e una grande opportunità per i creoli di prendere il controllo del Messico. Ironicamente l'indipendenza del Messico fu consumata quando le forze conservatrici decisero di sollevarsi contro il breve regime liberale nella madrepatria. Dopo essersi scontrato con Guerrero, Iturbide cambiò schieramento e invitò il leader ribelle a una giunta per decidere i principi di un rigenerato movimento rivoluzionario.
A Iguala, Iturbide proclamò i tre principi (o garanzie) al Messico indipendente: il Messico sarebbe stata una nazione indipendente governata dal re Ferdinando o da un altro principe conservatore europeo; creoli e spagnoli avrebbero avuto gli stessi diritti e privilegi e la Chiesa cattolica avrebbe continuato ad avere i propri privilegi e il monopolio religioso del Messico. Dopo aver convinto le sue truppe ad accettare i principi del trattato Iturbide persuase Guerrero ad unire le proprie forze a favore del trattato, così sotto il comando di Iturbide venne alla luce un nuovo esercito: l'esercito delle tre garanzie.
Il trattato soddisfaceva liberali e conservatori, così sotto la protezione della Chiesa cattolica, il movimento indipendentista si avvicinava al suo fine.

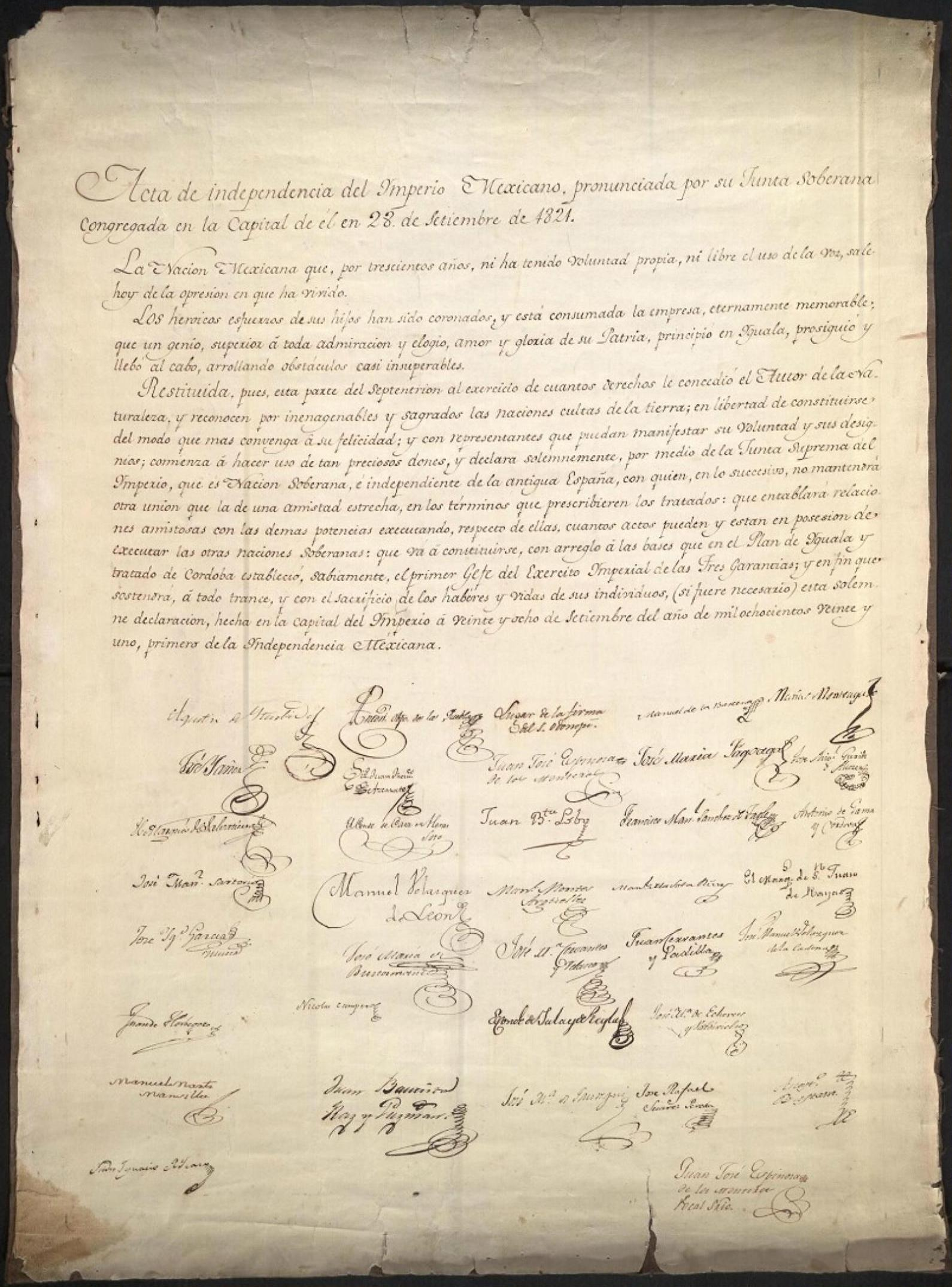
Atto d'Indipendenza dell'Impero del Messico

## La conquista dell'indipendenza
Il 24 febbraio 1821, con l'appoggio di Guerrero, Iturbide firmò un documento che invitava tutti gli abitanti della Nuova Spagna a dimenticare le divisioni e a unirsi per raggiungere l'indipendenza. Questo documento venne chiamato Piano di Iguala o delle Tre Garanzie. All'esercito di Iturbide si unirono le forze ribelli di tutto il Messico. Il 24 agosto 1821, il viceré Juan O'Donojú e Iturbide firmarono il Trattato di Cordoba, che riconosceva il Messico come una nazione indipendente sotto i termini del Piano di Iguala. Iturbide incluse un articolo nel trattato che dava la possibilità al Congresso Messicano di scegliere un sovrano creolo nel caso in cui nessun membro delle famiglie reali europee avesse accettato il trono del Messico.
Il viceré Juan O'Donojú convinse il generale Novella a far smantellare l'esercito Reale tra il 13 e il 22 settembre del 1821. Il 27 settembre 1821 Iturbide entrò trionfante a Città del Messico a capo dell'esercito Trigarante, tutto il paese celebrò la conquista dell'indipendenza. Il primo atto della Giunta provvisoria del governo, formato da 34 persone, incluso Juan O'Donojú, consistette nel decretare l'Atto d'Indipendenza dell'Impero Messicano il 28 settembre 1821.
Il 3 ottobre 1821, la Capitaneria Generale del Guatemala dichiarò la propria indipendenza dalla Spagna e l'unione all'Impero Messicano. Il 18 maggio 1822 un gruppo di soldati uscirono per le strade a manifestare in favore di Iturbide come imperatore del Messico. Il giorno seguente fu pubblicato il decreto che ufficializzava la nomina a Imperatore. L'incoronazione di Agustín de Iturbide come primo imperatore costituzionale del Messico avvenne il 21 luglio del 1822. Il nascente impero si estendeva su circa 5 milioni di chilometri quadrati, dall'attuale Oregon fino all'istmo di Panama.

## Epilogo
Come reminiscenza del processo d'indipendenza, duecento anni dopo l'inizio della lotta rivoluzionaria, nel 2010, come parte dei festeggiamenti del Bicentenario dell'Indipendenza Messicana, il governo spagnolo e quello messicano hanno deciso di scambiarsi le bandiere catturate durante la guerra che portò all'indipendenza messicana.

## Cronologia dell'indipendenza messicana
1808
- 19 marzo - Carlo IV di Spagna abdica in favore del figlio.
- 6 luglio - Giuseppe Bonaparte viene nominato Re di Spagna.
- 5 agosto - Viene creata dal viceré Iturrigaray la giunta del Messico.
- 15 settembre - destituzione della Giunta e del viceré.

1809
- settembre - Scoperta della congiura di Valladolid e arresto dei congiurati.

1810
- Prima metà di settembre - Scoperta della congiura di Querétaro
- 16 settembre - Grido di Dolores, Hidalgo dà il via alla guerra d'indipendenza.
- 28 settembre - Arrivo dei rivoluzionari a Guanajuato.

1811
- 21 marzo - Arresto dei capi indipendentisti.
- 30 luglio - Fucilazione di padre Hidalgo.
- 19 agosto - Convocazione della Giunta di Zitacuaro.

1812
- gennaio - Espulsione della giunta da Zitacuaro.

1813
- Prima metà di gennaio - Creazione del Congresso di Chilpancingo.
- agosto - Presa di Acapulco.
- 6 novembre - Firma della Prima Costituzione del Messico e della Dichiarazione d'Indipendenza dell'America Settentrionale.
- Fine 1814 - Sconfitta dell'esercito indipendentista.

1815
- 22 dicembre - Morelos dopo essere stato arrestato viene fucilato.

1821
- 24 febbraio - Viene firmato da Iturbide e da alcuni capi rivoluzionari il Piano di Iguala.
- 24 agosto - Viene firmato da viceré Juan O'Donoju e da Iturbide il Trattato di Cordoba che riconosce l'Indipendenza del Messico.
- 27 settembre - L'esercito indipendentista guidato da Iturbide entra trionfalmente a Città del Messico.
- 28 settembre - Viene firmato l'atto d'Indipendenza dell'Impero Messicano.
- 3 ottobre - La Capitaneria Generale del Guatemala dichiara la propria indipendenza e si unisce all'Impero messicano.

1822
- 18 maggio - Gruppi di soldati manifestano in favore della nomina di Iturbide a Imperatore del Messico.
- 22 luglio - Agustín de Iturbide viene incoronato Imperatore con il nome di Agustín I.